# Platydoris macfarlandi
Platydoris macfarlandi är en snäckart som beskrevs av Hanna 1951. Platydoris macfarlandi ingår i släktet Platydoris och familjen Platydorididae. Inga underarter finns listade i Catalogue of Life.